# San Diego Wild Animal Park
O San Diego Wild Animal Park é um zoológico situado em San Pasqual Valley, na cidade de San Diego, Califórnia (Estados Unidos). É uma das principais atrações turísticas da cidade e do sul da Califórnia. 
O parque está situado em uma região semiárida e abriga dezenas de espécies ameaçadas do mundo todo. Tornou-se famoso por seu programa de reprodução em cativeiro e reintrodução do condor-da-califórnia na natureza, o mais bem-sucedido dos Estados Unidos. O passeio de balão não está incluído no valor da entrada.